# Артищев
Артищев (укр. Артищів) — село в Городокской городской общине Львовского района Львовской области Украины.
Население по переписи 2001 года составляло 360 человек. Занимает площадь 0,347 км². Почтовый индекс — 81550. Телефонный код — 3231.